# Spinal Clock
Spinal Clock è il ventinovesimo album in studio del chitarrista statunitense Buckethead, pubblicato il 16 settembre 2010 dalla TDRS Music.

## Il disco
Il titolo dell'album allude all'incidente alla schiena subito dal chitarrista nell'aprile dello stesso anno. L'album consiste in nove tracce eseguite suonando un banjo. Originariamente, le prime 300 copie dell'album erano state pubblicate in edizione limitata, firmate e numerate dallo stesso Buckethead, ma a causa della grande richiesta da parte del pubblico, il numero limitato di copie fu alzato a 500.
Risulta difficile indicare con precisione il genere di musica proposto dal chitarrista in questo album. Tuttavia si può classificare come musica avant-garde distaccandosi nettamente dagli standard della musica tradizionale, caratteristica tipica dello stile di Buckethead.

## Tracce
Musiche di Buckethead.
1. Lafayette's Landing – 5:42
2. Whale on This – 9:37
3. Four O'Clock for Dub Down – 4:17
4. Spinal Clock – 5:35
5. Overnight the Animatronics – 4:56
6. Gelatin Nerve – 4:05
7. Spinal Cracker – 5:44
8. Skeleton Dance – 2:40
9. Bayou by You – 1:44

## Formazione
- Buckethead – banjo, chitarra, basso, percussioni